# Biosphärenreservat Karstlandschaft Südharz

Logo des Biosphärenreservats

Das Biosphärenreservat Karstlandschaft Südharz in  Sachsen-Anhalt ist ein Biosphärenreservat nationalen Rechts ohne beantragte Anerkennung durch die UNESCO. Es ist das 16. Biosphärenreservat in Deutschland.

## Geschichte
Bereits 1992 beauftragte der Thüringer Landtag die Landesregierung mit der Schaffung der Rahmenbedingungen für die Errichtung eines Biosphärenreservats. In einem gemeinsamen Kabinettsbeschluss der Länder Thüringen und Sachsen-Anhalt wurde 1992 die Entwicklung des Reservates beschlossen. 2002 nahm die Reservatsverwaltung in Roßla ihre Arbeit auf. Am 23. März 2009 wurde das Reservat vom Landwirtschafts- und Umweltministerium  Sachsen-Anhalts schließlich zum Biosphärenreservat erklärt. Eine Anerkennung durch die UNESCO scheiterte 2013 jedoch am Widerstand einiger betroffener Gemeinden gegen den Antrag. Das Biosphärenreservat nach Landesrecht erfüllt bereits die erforderlichen Kriterien, langfristig wird auch weiterhin eine Anerkennung durch die UNESCO angestrebt.

## Geografie

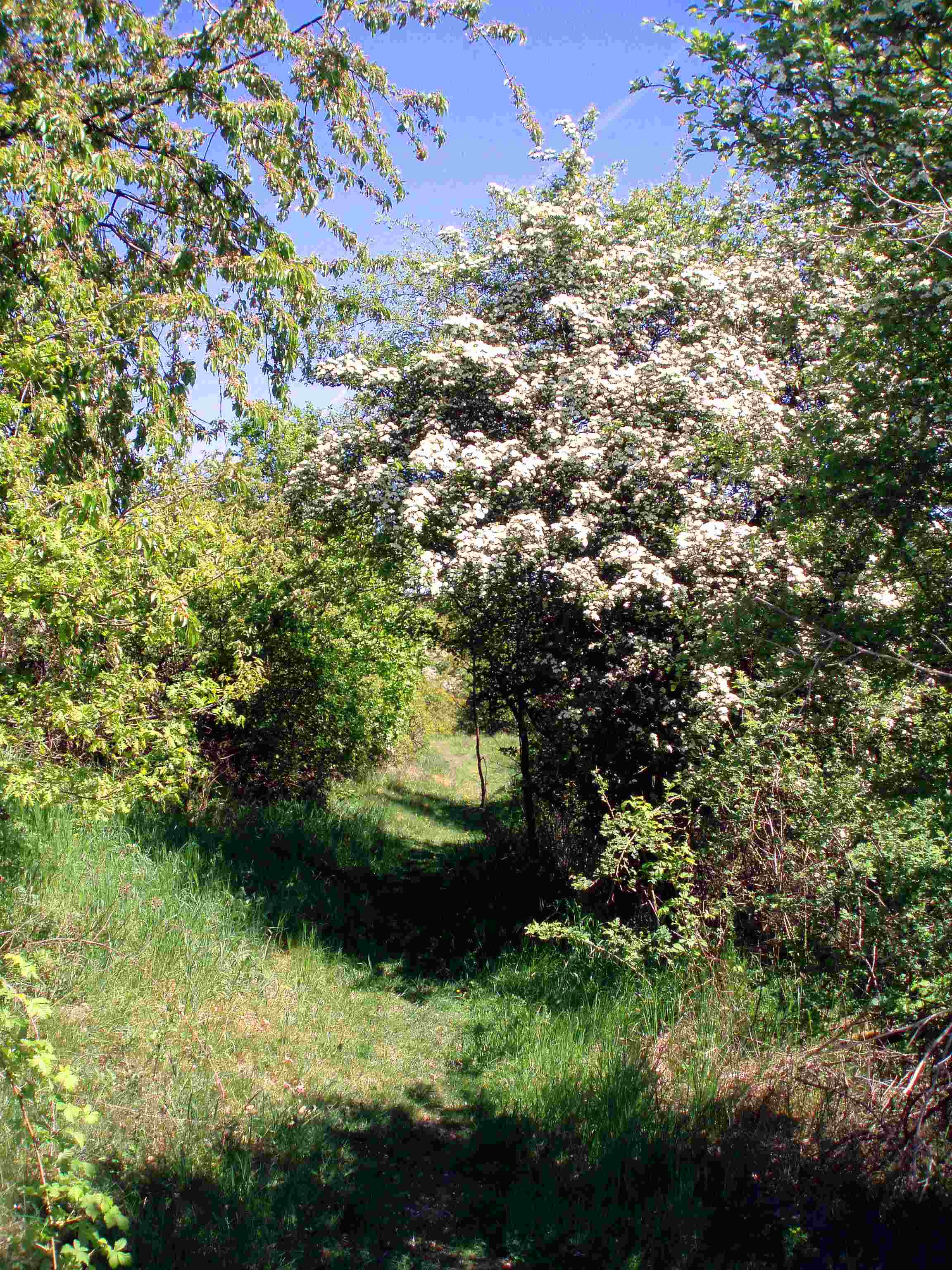
Auf dem Karstwanderweg bei Questenberg, Gemeinde Südharz

Das Biosphärenreservat mit einer Fläche von 30.034 Hektar liegt im Landkreis Mansfeld-Südharz auf dem Gebiet der Städte Allstedt und Sangerhausen sowie der Gemeinden Berga, Südharz und Wallhausen. Es erstreckt sich am Südrand des Harzes von der Landesgrenze zu Niedersachsen bis zu den Südausläufern des Mansfelder Berglandes in Pölsfeld.
Die Gipskarstlandschaft mit Zechsteinablagerungen weist Höhlen, Erdfälle, Dolinen, Bachschwinden und Karstquellen auf. Neben Buchenwäldern entstand auf dem engen Raum des steil abfallenden Südharzes eine rund 1000 Jahre alte, kleinflächige Kulturlandschaft mit Hute- und Trockenrasenflächen sowie Streuobstwiesen. Bei Sangerhausen befindet sich eine Bergbaufolgelandschaft mit Stollen und Halden. Klimatisch liegt das Biosphärenreservat am Übergang von subatlantischer zu subkontinentaler Ausprägung.

## Schutzzonen
Das Biosphärenreservat gliedert sich in „Kernzone“ (918 ha, 3,1 %) und „Pflegezone“ (9.760 ha, 32,5 %), die die sechs Naturschutzgebiete
- Alter Stolberg (Sachsen-Anhalt) und Grasburger Wiesen
- Gipskarstlandschaft Heimkehle
- Gipskarstlandschaft Pölsfeld
- Gipskarstlandschaft Questenberg
- Großer Ronneberg–Bielstein
- Pferdekopf

sowie sechs Natura-2000-Gebiete umfassen. Während in der Kernzone jegliche Nutzung ausgeschlossen ist, ist in der Pflegezone eine Nutzung möglich, soweit sie den Naturschutzgebietsverordnungen entspricht und der Erhaltung und Pflege der Ökosysteme nicht entgegensteht.
Die „Entwicklungszone“ (19.356 ha, 64,4 %) umfasst das übrige Gebiet des Biosphärenreservats, darunter Teile des Landschaftsschutzgebiets „Harz und südliches Harzvorland“. Hier sollen menschliche Bewirtschaftung, darunter auch als Erholungsraum, und Ansprüche der Natur gleichermaßen berücksichtigt werden.

## Tourismus
Durch das Biosphärenreservat führt der östliche Teil des Karstwanderwegs.
Ab November 2010 fand eine Ausbildung von über 20 Natur- und Landschaftsführern statt. Bei dieser Gemeinschaftsaktion von der Biosphärenreservatsverwaltung und der Kreisvolkshochschule wurden ortsansässige Naturfreunde befähigt, Touristen zu betreuen.

## Ziegenbeweidung
Im Biosphärenreservat werden an zwei Standorten (Bösenrode und Wallhausen) Schafe und Burenziegen zur Beweidung von offenen Obstbaumwiesen eingesetzt. Dadurch soll die Verbuschung zurückgedrängt werden.